# Tagoropsis rubriflava
Tagoropsis rubriflava är en fjärilsart som beskrevs av Griveaud 1964. Tagoropsis rubriflava ingår i släktet Tagoropsis och familjen påfågelsspinnare. Inga underarter finns listade i Catalogue of Life.